# Марио Касар
Марио Касар (на английски: Mario Kassar; на арабски: ماريو كسار) е американски филмов продуцент от ливански произход. Работи предимно заедно с продуцента от унгарски произход Андреш Дьорд Вайна (András György Vajna), познат като Андрю Джордж Вайна (Andrew George Vajna).
Работи за филмовите компании Columbia Pictures и TriStar Pictures, продуцирайки първия си филм Бягство към победата през 1981 година, в който участват плеяда звезди като Силмвестър Сталоун, Макс фон Сюдов, Майкъл Кейн и краля на футбола Пеле.
През 1984 година, заедно с Вайна, създават компанията Carolco Pictures, с която продуцират едни от най-известните заглавия в киното, започвайки с продълженията за легендарния американски войник Джон Рамбо - Рамбо: Първа кръв, втора част и Рамбо 3 с участието на Силвестър Сталоун, фантастични филми като Зов за завръщане и Терминатор 2: Денят на страшния съд с Арнолд Шварценегер, Универсален войник с Жан-Клод Ван Дам и Старгейт с Кърт Ръсел.